# إخصاء

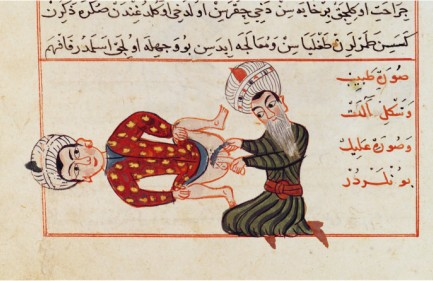
صورة تعود للقرن الخامس عشر الميلادي تصور عملية الإخصاء.

الإخصاء أو ضمور (بالإنجليزية: Castration) هي أي عملية سواء جراحية أو كيميائية أو غيرها والتي ينتج عنها فقدان الذكر لوظائف خصيتيه: الغدد التناسلية الذكرية. الإخصاء الجراحي هو استئصال ثنائي (استئصال كلا الخصيتين)، بينما يستخدم الإخصاء الكيميائي الأدوية الصيدلانية لتعطيل الخصيتين. يسبب الإخصاء التعقيم (منع الشخص أو المخصي من التكاثر) ؛ ويقلل إنتاج الهرمونات كثيرًا، مثل التستوستيرون وال إستروجين.